# Pagu (langue)
Pour les articles homonymes, voir Pagu.
Le pagu est une langue papoue  parlée en Indonésie dans la péninsule du nord de l'île d'Halmahera, dans la province des Moluques du Nord.

## Classification
Le pagu fait partie de la famille des langues halmahera du Nord. Il compte trois dialectes, l'isam, le pagu et le toliwiku. 

## Sources
- (en) Sandra G. Wimbish, 1992, Pagu Phonology, NUSA Vol. 34, pp. 69-90.